# 詹娜·普蘭蒂尼
詹娜·普蘭蒂尼（英語：Jenna Prandini，1992年11月20日—），美國田徑運動員，她代表美國隊參加了日本舉行的2020年夏季奧林匹克運動會，並且在女子4×100米接力比賽上獲得銀牌。